# Scorpiothyrsus
Scorpiothyrsus är ett släkte av tvåhjärtbladiga växter. Scorpiothyrsus ingår i familjen Melastomataceae.
Kladogram enligt Catalogue of Life:
| Scorpiothyrsus | \| \| Scorpiothyrsus erythrotrichus \| \| \| \| \| \| Scorpiothyrsus shangszeensis \| \| \| \| \| \| Scorpiothyrsus xanthostictus \| \| \| \| |
|                | \| \| Scorpiothyrsus erythrotrichus \| \| \| \| \| \| Scorpiothyrsus shangszeensis \| \| \| \| \| \| Scorpiothyrsus xanthostictus \| \| \| \| |
|                | Scorpiothyrsus erythrotrichus |
|                | |
|                | Scorpiothyrsus shangszeensis |
|                | |
|                | Scorpiothyrsus xanthostictus |
|                | |